# Magyarország az 1998-as úszó-világbajnokságon
Magyarország a ausztráliai Perthben megrendezett 1998-as úszó-világbajnokság egyik részt vevő nemzete volt. Az ország a világbajnokságon 45 sportolóval képviseltette magát, akik összesen 1 arany-, 1 ezüst- és 2 bronzérmet szereztek.

## Versenyzők száma
| Sportág, szakág  | Magyar résztvevő | Magyar résztvevő | Magyar résztvevő |
| Sportág, szakág  | Férfi            | Nő               | Össz.            |
| Úszás            | 7                | 4                | 11               |
| Nyílt vízi úszás | 2                | 2                | 4                |
| Műugrás          | 1                | 1                | 2                |
| Szinkronúszás    | –                | 2                | 2                |
| Vízilabda        | 13               | 13               | 26               |
|                  |                  |                  |                  |
| Összesen         | 23               | 22               | 45               |

## Érmesek
| Érem      | Versenyző                                             | Versenyszám | Versenyszám               | Dátum      |
| --------- | ----------------------------------------------------- | ----------- | ------------------------- | ---------- |
| Aranyérem | Kovács Ágnes                                          | úszás       | 200 m-es mellúszás        | január 15. |
| Ezüstérem | Magyar férfi vízilabda-válogatott                     | vízilabda   | férfi vízilabda           | január 18. |
| Bronzérem | Rózsa Norbert                                         | úszás       | 200 m mellúszás           | január 16. |
| Bronzérem | Czene Attila Rózsa Norbert Horváth Péter Zubor Attila | úszás       | 4 × 100 m-es vegyes váltó | január 18. |

## Úszás
Férfi
| Versenyző                                             | Versenyszám            | Előfutam | Előfutam | Előfutam | Döntő        | Döntő        |
| Versenyző                                             | Versenyszám            | Idő      | Hely.    | Össz.    | Idő          | Helyezés     |
| ----------------------------------------------------- | ---------------------- | -------- | -------- | -------- | ------------ | ------------ |
| Batházi István                                        | 400 m vegyes úszás     | 4:21,95  | 3.       | 7.       | 4:20,28      | 5.           |
| Czene Atila                                           | 100 m hátúszás         | 57,98    | ?.       | 32.      | kiesett      | kiesett      |
| Czene Atila                                           | 200 m vegyes úszás     | 2:03,49  | 4.       | 10.      | 2:02,76      | 9.           |
| Güttler Károly                                        | 100 m mellúszás        | 1:02,75  | 3.       | 7.       | 1:02,53      | 7.           |
| Güttler Károly                                        | 200 m mellúszás        | 2:16,10  | 4.       | 11.      | visszalépett | visszalépett |
| Horváth Péter                                         | 100 m pillangóúszás    | 53,94    | 2.       | 8.       | 53,60        | 8.           |
| Horváth Péter                                         | 200 m pillangúszás     | 1:59,91  | 1.       | 12.      | 2:00,73      | 13.          |
| Rózsa Norbert                                         | 100 m mellúszás        | 1:03,30  | 2.       | 17.      | kiesett      | kiesett      |
| Rózsa Norbert                                         | 200 m mellúszás        | 2:14,86  | 1.       | 2.       | 2:13,59      | Bronzérem    |
| Szabados Béla                                         | 200 m gyorsúszás       | 1:51,06  | 4.       | 12.      | 1:52,54      | 16.          |
| Szabados Béla                                         | 400 m gyorsúszás       | 3:57,12  | ?.       | 15.      | 3:56,66      | 14.          |
| Zubor Attila                                          | 100 m gyorsúszás       | 50,29    | 1.       | 8.       | 49,82        | 6.           |
| Zubor Attila                                          | 200 m vegyesúszás      | 2:04,30  | 4.       | 12.      | visszalépett | visszalépett |
| Czene Attila Rózsa Norbert Horváth Péter Zubor Attila | 4 × 100 m vegyes váltó | 3:41,61  | ?.       | 3.       | 3:39,53      | Bronzérem    |

Női
| Versenyző                                         | Versenyszám            | Előfutam | Előfutam | Előfutam | Döntő   | Döntő     |
| Versenyző                                         | Versenyszám            | Idő      | Hely.    | Össz.    | Idő     | Helyezés  |
| ------------------------------------------------- | ---------------------- | -------- | -------- | -------- | ------- | --------- |
| Jakab Dóra                                        | 50 m gyorsúszás        | 26,36    | 1.       | 19.      | kiesett | kiesett   |
| Jakab Dóra                                        | 100 m gyorsúszás       | 57,31    | 1.       | 22.      | kiesett | kiesett   |
| Jakab Dóra                                        | 200 m vegyes úszás     | 1:02,46  | 4.       | 26.      | kiesett | kiesett   |
| Kiss Annamária                                    | 100 m hátúszás         | 1:05,50  | 4.       | 27.      | kiesett | kiesett   |
| Kovács Ágnes                                      | 100 m mellúszás        | 1:08,69  | 2.       | 3.       | 1:08,68 | 4.        |
| Kovács Ágnes                                      | 200 m mellúszás        | 2:27,21  | 1.       | 3.       | 2:25,45 | Aranyérem |
| Nyíry Anna                                        | 100 m gyorsúszás       | 58,46    | 1.       | 38.      | kiesett | kiesett   |
| Nyíry Anna                                        | 100 m pillangóúszás    | 1:01,98  | ?.       | 16.      | 1:01,98 | 16.       |
| Kiss Annamária Kovács Ágnes Nyíry Anna Jakab Dóra | 4 × 100 m vegyes váltó | 4:12,39  | ?.       | 6.       | 4:11,41 | 5..       |

## Nyílt vízi úszás
Férfi
| Versenyző       | Versenyszám | Idő        | Helyezés |
| --------------- | ----------- | ---------- | -------- |
| Csendes Norbert | 5 km        | 1:02:49:50 | 25.      |
| Győrffy Ákos    | 25 km       | 6:25:55:40 | 26.      |
| Pál György      | 25 km       | feladta    | feladta  |

Női
| Versenyző     | Versenyszám | Idő        | Helyezés |
| ------------- | ----------- | ---------- | -------- |
| Kasparik Edit | 5 km        | 1:06:42:20 | 20.      |
| Kasparik Edit | 25 km       | 6:26:27:10 | 17.      |

## Szinkronúszás
| Versenyző                         | Versenyszám | Selejtező | Selejtező | Döntő   | Döntő    |
| Versenyző                         | Versenyszám | Pont      | Hely.     | Pont    | Helyezés |
| --------------------------------- | ----------- | --------- | --------- | ------- | -------- |
| Hámori Zsuzsanna                  | Egyéni      | 84,667    | 24.       | kiesett | kiesett  |
| Marschalkó Petra Hámori Zsuzsanna | Páros       | 81,666    | 25.       | kiesett | kiesett  |

## Műugrás
Férfi
| Versenyző    | Versenyszám       | Selejtező | Selejtező | Középdöntő | Középdöntő | Döntő   | Döntő   |
| Versenyző    | Versenyszám       | Pont      | Hely      | Pont       | Hely       | Pont    | Hely    |
| ------------ | ----------------- | --------- | --------- | ---------- | ---------- | ------- | ------- |
| Lengyel Imre | 1 méteres műugrás | 350,45    | 5.        | 311,64     | 12.        | kiesett | kiesett |
| Lengyel Imre | 3 méteres műugrás | ?         | ?.        | 599,34     | 8.         | 630,99  | 4.      |

Női
| Versenyző      | Versenyszám       | Selejtező | Selejtező | Középdöntő | Középdöntő | Döntő   | Döntő   |
| Versenyző      | Versenyszám       | Pont      | Hely      | Pont       | Hely       | Pont    | Hely    |
| -------------- | ----------------- | --------- | --------- | ---------- | ---------- | ------- | ------- |
| Pintér Orsolya | 1 méteres műugrás | 232,17    | 14.       | kiesett    | kiesett    | kiesett | kiesett |
| Pintér Orsolya | 3 méteres műugrás | 243,18    | 18.       | 441,75     | 17.        | kiesett | kiesett |

## Vízilabda

### Férfi
| Magyar nemzeti férfi vízilabdacsapat-játékoskeret | Magyar nemzeti férfi vízilabdacsapat-játékoskeret | Magyar nemzeti férfi vízilabdacsapat-játékoskeret | Magyar nemzeti férfi vízilabdacsapat-játékoskeret |
| #                                                 | Név                                               | Poszt                                             | Kor (1998. január 9. szerint)                     |
| ------------------------------------------------- | ------------------------------------------------- | ------------------------------------------------- | ------------------------------------------------- |
|                                                   | Kósz Zoltán                                       | K                                                 | 1967. november 26. (30 évesen)                    |
|                                                   | Kovács Zoltán                                     | K                                                 |                                                   |
|                                                   | Benedek Tibor                                     | M                                                 | 1972. július 12. (25 évesen)                      |
|                                                   | Fodor Rajmund                                     | M                                                 | 1976. február 21. (21 évesen)                     |
|                                                   | Kásás Tamás                                       | M                                                 | 1976. július 20. (21 évesen)                      |
|                                                   | Kiss Gergely                                      | M                                                 | 1977. szeptember 21. (20 évesen)                  |
|                                                   | Märcz Tamás                                       | M                                                 | 1974. július 17. (23 évesen)                      |
|                                                   | Molnár Tamás                                      | M                                                 | 1975. augusztus 2. (22 évesen)                    |
|                                                   | Steinmetz Barnabás                                | M                                                 | 1975. október 6. (22 évesen)                      |
|                                                   | Tóth Frank                                        | M                                                 | 1970. június 17. (27 évesen)                      |
|                                                   | Varga I. Zsolt                                    | M                                                 | 1972. március 9. (25 évesen)                      |
|                                                   | Vári Attila                                       | M                                                 | 1976. február 26. (21 évesen)                     |
|                                                   | Vincze Balázs                                     | M                                                 | 1967. június 27. (30 évesen)                      |
| Szövetségi kapitány: Kemény Dénes                 |                                                   |                                                   |                                                   |

Csoportkör
B csoport
| Csapat       | M | Gy | D | V | G+ | G– | Gk  | P |
| ------------ | - | -- | - | - | -- | -- | --- | - |
| Magyarország | 3 | 3  | 0 | 0 | 34 | 14 | +20 | 6 |
| Jugoszlávia  | 3 | 2  | 0 | 1 | 34 | 21 | +13 | 4 |
| Olaszország  | 3 | 1  | 0 | 2 | 32 | 23 | +9  | 2 |
| Irán         | 3 | 0  | 0 | 3 | 7  | 49 | –42 | 0 |

| 1998. január 9. | Magyarország                     | 7 – 5 | Jugoszlávia |  |
| 1998. január 9. | (2–2, 5–2, 0–1, 3–0)             |       |             |  |
| 1998. január 9. | Benedek, Kiss, Tóth 2-2, Varga 1 |       |             |  |

| 1998. január 10. | Magyarország                                                        | 11 – 7 | Olaszország |  |
| 1998. január 10. | (3–1, 2–1, 3–3, 3–2)                                                |        |             |  |
| 1998. január 10. | Fodor 3, Benedek 2, Kásás, Steinmetz, Varga, Vincze, Kiss, Tóth 1-1 |        |             |  |

| 1998. január 11. | Magyarország                                                                    | 16 – 2 | Irán                    |  |
| 1998. január 11. | (3–0, 7–1, 5–1, 1–0)                                                            |        |                         |  |
| 1998. január 11. | Molnár 4, Tóth, Fodor, Vári Attila, Benedek 2-2, Kiss, Kásás, Vincze, Märcz 1-1 |        | Rezvani, R. Hanimer 1-1 |  |

Középdöntő
E csoport
| Csapat       | M | Gy | D | V | G+ | G– | Gk  | P |
| ------------ | - | -- | - | - | -- | -- | --- | - |
| Magyarország | 5 | 4  | 0 | 1 | 55 | 35 | +20 | 8 |
| Jugoszlávia  | 5 | 3  | 1 | 1 | 47 | 35 | +12 | 7 |
| Oroszország  | 5 | 3  | 0 | 2 | 44 | 40 | +4  | 6 |
| Olaszország  | 5 | 2  | 1 | 2 | 47 | 40 | +7  | 5 |
| Horvátország | 5 | 1  | 2 | 2 | 46 | 34 | +12 | 4 |
| Kazahsztán   | 5 | 0  | 0 | 5 | 23 | 78 | –55 | 0 |

| 1998. január 13. | Magyarország                                                               | 17 – 3 | Kazahsztán |  |
| 1998. január 13. | (3–0, 4–0, 6–1, 4–2)                                                       |        |            |  |
| 1998. január 13. | Molnár 4, Benedek 3, Vári Attila, Kiss, Märcz, Fodor 2-2, Varga, Kásás 1-1 |        |            |  |

| 1998. január 14. | Magyarország                                      | 9 – 8 | Horvátország |  |
| 1998. január 14. | (2–2, 1–2, 2–1, 4–3)                              |       |              |  |
| 1998. január 14. | Fodor, Molnár, Tóth 2-2, Kiss, Benedek, Varga 1-1 |       |              |  |

| 1998. január 15. | Magyarország                                                                | 11 – 12 | Oroszország |  |
| 1998. január 15. | (3–2, 4–3, 1–3, 3–4)                                                        |         |             |  |
| 1998. január 15. | Benedek, Kásás, Vári Attila 2-2, Molnár, Tóth, Varga, Steinmetz, Vincze 1-1 |         |             |  |

Elődöntő
| 1998. január 17. | Magyarország                                      | 10 – 5 | Ausztrália                   |  |
| 1998. január 17. | (3–1, 2–1, 3–0, 2–3)                              |        |                              |  |
| 1998. január 17. | Benedek, Molnár 3-3, Kásás 2, Varga, Steinmetz1-1 |        | Marsden, Clark 2-2, Thomas 1 |  |

Döntő
| 1998. január 18. | Magyarország                 | 4 – 6 | Spanyolország                           |  |
| 1998. január 18. | (1–3, 0–0, 1–0, 2–3)         |       |                                         |  |
| 1998. január 18. | Benedek 2, Molnár, Fodor 1-1 |       | Estiarte, Pedrerol 2-2, Sans, Gómez 1-1 |  |

| Csapat       | Helyezés  |
| ------------ | --------- |
| Magyarország | Ezüstérem |

### Női
| Magyar nemzeti női vízilabdacsapat-játékoskeret | Magyar nemzeti női vízilabdacsapat-játékoskeret | Magyar nemzeti női vízilabdacsapat-játékoskeret | Magyar nemzeti női vízilabdacsapat-játékoskeret |
| #                                               | Név                                             | Poszt                                           | Kor (1998. január 8. szerint)                   |
| ----------------------------------------------- | ----------------------------------------------- | ----------------------------------------------- | ----------------------------------------------- |
|                                                 | Sós Ildikó                                      | K                                               | 1976. december 27. (21 évesen)                  |
|                                                 | Szalkay Orsolya                                 | K                                               | 1968. augusztus 19. (29 évesen)                 |
|                                                 | Drávucz Rita                                    | M                                               | 1980. április 14. (17 évesen)                   |
|                                                 | Pelle Anikó                                     | M                                               | 1978. szeptember 28. (19 évesen)                |
|                                                 | Rafael Irén                                     | M                                               | 1966. október 11. (31 évesen)                   |
|                                                 | Rédei Katalin                                   | M                                               | 1976. április 5. (21 évesen)                    |
|                                                 | Stieber Mercédesz                               | M                                               | 1974. szeptember 4. (23 évesen)                 |
|                                                 | Sipos Edit                                      | M                                               | 1975. március 2. (22 évesen)                    |
|                                                 | Szremkó Krisztina                               | M                                               | 1972. január 6. (26 évesen)                     |
|                                                 | Tiborcz Lilla                                   | M                                               | 1975. 0. (23 évesen)                            |
|                                                 | Tóth Gabriella                                  | M                                               | 1975. 0. (23 évesen)                            |
|                                                 | Tóth Noémi                                      | M                                               | 1976. 0. (22 évesen)                            |
|                                                 | Valkai Erzsébet                                 | M                                               | 1979. március 6. (18 évesen)                    |
| Szövetségi kapitány: Tóth Gyula                 |                                                 |                                                 |                                                 |

Csoportkör
B csoport
| Csapat        | M | Gy | D | V | G+ | G– | Gk  | P  |
| ------------- | - | -- | - | - | -- | -- | --- | -- |
| Hollandia     | 5 | 5  | 0 | 0 | 49 | 16 | +33 | 10 |
| Magyarország  | 5 | 4  | 0 | 1 | 48 | 30 | +18 | 8  |
| Görögország   | 5 | 3  | 0 | 2 | 32 | 31 | +1  | 6  |
| Olaszország   | 5 | 2  | 0 | 3 | 48 | 33 | +15 | 4  |
| Spanyolország | 5 | 1  | 0 | 4 | 15 | 35 | –20 | 2  |
| Kazahsztán    | 5 | 0  | 0 | 5 | 19 | 66 | –47 | 0  |

| 1998. január 8. | Magyarország                                                      | 11 – 10 | Olaszország |  |
| 1998. január 8. | (2–4, 4–0, 2–2, 3–4)                                              |         |             |  |
| 1998. január 8. | Tóth G., Stieber, Rédei, Szremkó 2-2, Sípos, Tiborcz, Tóth N. 1-1 |         |             |  |

| 1998. január 9. | Magyarország                                               | 11 – 3 | Spanyolország |  |
| 1998. január 9. | (3–1, 2–0, 2–1, 4–1)                                       |        |               |  |
| 1998. január 9. | Stieber 4, Rédei 3, Tóth G., Tiborcz, Raffael, Szremkó 1-1 |        |               |  |

| 1998. január 10. | Magyarország                                                        | 13 – 4 | Kazahsztán |  |
| 1998. január 10. | (3–1, 3–0, 4–2, 3–1)                                                |        |            |  |
| 1998. január 10. | Drávucz, Pelle 3-3, Stieber, Tóth N. 2-2, Sípos, Rédei, Tiborcz 1-1 |        |            |  |

| 1998. január 12. | Magyarország                     | 4 – 7 | Hollandia |  |
| 1998. január 12. | (1–2, 1–2, 2–2, 0–1)             |       |           |  |
| 1998. január 12. | Tóth G., Stieber, Szremkó, ? 1-1 |       |           |  |

| 1998. január 13. | Magyarország                                             | 9 – 6 | Görögország |  |
| 1998. január 13. | (2–0, 3–2, 2–2, 2–2)                                     |       |             |  |
| 1998. január 13. | Rédei 3, Szremkó 2, Stieber, Tóth N., Sípos, Tiborcz 1-1 |       |             |  |

Negyeddöntő
| 1998. január 14. | Magyarország                           | 5 – 8 | Ausztrália |  |
| 1998. január 14. | (2–3, 2–2, 1–2, 0–1)                   |       |            |  |
| 1998. január 14. | Stieber 2, Rédei, Szremkó, Tiborcz 1-1 |       |            |  |

Az 5–8. helyért
| 1998. január 15. | Magyarország                         | 5 – 7 | Kanada |  |
| 1998. január 15. | (1–1, 2–2, 1–2, 1–2)                 |       |        |  |
| 1998. január 15. | Szremkó 2, Sípos, Rédei, Stieber 1-1 |       |        |  |

A 7. helyért
| 1998. január 16. | Magyarország                                        | 10 – 7 | Egyesült Államok |  |
| 1998. január 16. | (4–2, 2–2, 3–1, 1–2)                                |        |                  |  |
| 1998. január 16. | Tiborcz 4, Rédei, Szremkó 2-2, Tóth G., Stieber 1-1 |        |                  |  |

| Csapat       | Helyezés |
| ------------ | -------- |
| Magyarország | 7.       |